# Сало Іван Андрійович
Іва́н Андрі́йович Са́ло (24 серпня 1940, с. Старе Село, Львівська область ― 8 лютого 2025, Львів) — український письменник і публіцист. Заслужений журналіст України.

## Життєпис
Закінчив Магерівську середню школу. Працював прохідником на шахті «Червоний Профінтерн» у м. Єнакієве, а після повернення на Львівщину — на шахті № 4 «Великомостівська» у Червонограді.
З 1961 року по серпень 1963 року проходив військову службу в Уральському військовому окрузі. У серпні 1963 року вступив на факультет журналістики Львівського державного університету
Перші статті Сала друкували ще до служби у Збройних силах СРСР (у виданнях «Енакиевский рабочий», «Радянська Донеччина», «Забузька правда» та ін.). Під час служби у війську — кореспондент газети «Красный боец».
У 1968 р. закінчив факультет журналістики Львівського університету ім. Івана Франка. Працював на комсомольській, журналістській і партійній роботі у Сокалі, Радехові, Луцьку і Львові.
З 1969 по 1987 рік проходив службу в органах внутрішніх справ на посадах керівника політвідділу Львівського УВС на транспорті МВС СРСР і начальника циклу соціально-економічних наук Львівського пожежно-технічного училища. У цей період закінчив Вищі Академічні Курси керівних кадрів МВС при Академії Міністерства внутрішніх справ СРСР у Москві (1982 р.), а також факультет підвищення кваліфікації викладачів суспільних дисциплін вищих і середніх спеціальних навчальних закладів Ленінградського державного університету ім. О. Жданова (1985 р.).
У 1988 році прийнятий в члени Спілки письменників СРСР.
У 1989–1992 роках — голова Федерації футболу Львівської області. Працює у Федерації футболу Львівщини, видав книгу «Футбол… зі сльозами» (2007), у якій висвітлено історію та проблеми львівського футболу.
З 1990 по 1994 рік — депутат Львівської обласної ради першого демократичного скликання.
З 1995 до 2006 р. — головний редактор всеукраїнської газети правоохоронних органів «Міліцейський кур'єр».
У 1990-х та 2000-х рр. вийшли прозові книжки «Стежка» і «Завтра вранці»; окремі романи і повісті («Чорнобиль над Солокією», «Розстріляне Розточчя», «Літопис самозванця», «Далека дорога до Старого села» «Фронт під землею» і інші). У 2002 р. видано вибрані твори у 2-х томах.
Указом Президента України від 20 серпня 1999 року Іванові Салу присвоєно почесне звання «Заслужений журналіст України».
У 2004 році нагороджений Почесною Грамотою Верховної Ради України «За особливі заслуги перед Українським народом».
Член Національної спілки письменників України. Живе у Львові.
Помер на 85-му році життя.